# Svend Carlsen
Svend Carlsen es un deportista danés que compitió en vela en la clase Laser. Ganó una medalla de bronce en el Campeonato Europeo de Laser de 1977.

## Palmarés internacional
| Campeonato Europeo | Campeonato Europeo       | Campeonato Europeo | Campeonato Europeo |
| Año                | Lugar                    | Medalla            | Clase              |
| ------------------ | ------------------------ | ------------------ | ------------------ |
| 1977               | Enkhuizen (Países Bajos) | Medalla de bronce  | Laser              |